# Chiesa di Santa Maria in Belverde
La chiesa di Santa Maria si trova in località  Belverde nel comune di Cetona.

## Descrizione
La tradizione vuole che nella grotta retrostante la chiesa si ritirasse in preghiera San Francesco: per questo nel 1367 vi furono edificati l'eremo e la chiesa da un nobile orvietano.
È preceduta da un portico su pilastri gotici, sormontato da un alto campanile a vela, e ha una originale struttura interna, composta da tre oratori disposti su due piani. La chiesa inferiore è interamente decorata con affreschi trecenteschi attribuiti a Cola Petruccioli, con la Crocifissione, le Stimmate di san Francesco, l'Annunciazione, la Madonna ed evangelisti.
Nella chiesa superiore si trovano altri affreschi del Petruccioli, con Storie di Maria Maddalena e della vita della Vergine. A un suo collaboratore si devono le Storie della Passione di Cristo, affrescate in un'altra cappella.